# 51 (getal)
51 (eenenvijftig) is het natuurlijke getal volgend op 50 en voorafgaand aan 52.

## In de wiskunde
- Het getal 51 is een vijfhoeksgetal.

## Overig
51 is ook:
- Het landnummer voor internationale telefoongesprekken naar Peru.
- Het jaar A.D. 51 en 1951.
- Het atoomnummer van het scheikundig element antimoon (Sb).
- Past 51, een Frans pastismerk van Pernod Ricard.